# Альянс движений за возрождение Нигера
Альянс движений за возрождение Нигера (фр. Alliance des Mouvements pour l’Émergence du Niger) — политическая партия в Нигере, основанная в 2015 году министром промышленного развития Омаром Хамиду Чиана, бывшим генеральным секретарём Нигерского демократического движения за африканскую федерацию.

## История
Альянс движений за возрождение Нигера был основан 30 июля 2015 года под руководством Омара Амиду Чианы. Чиана ранее был функционером Нигерского демократического движения за африканскую федерацию, но в середине 2013 года поссорился с лидером партии Хамой Амаду.
На парламентских выборах 2016 года Альянс движений за возрождение Нигера получил 3 из 171 места в Национальном собрании. На президентских выборах 2016 года партия поддержала победившего действующего президента Махамаду Иссуфу из Партии за демократию и социализм Нигера и Альянс вошёл в правитественную коалицию, однако в августе 2018 года он был исключён из правительственной коалиции.
На парламентских выборах 2020 года партия получила 2 из 171 места в Национальном собрании. Омар Хамиду Чиана баллотировался на президентских выборах 2020 года и был девятым из тридцати кандидатов с 1,6 % голосов.

## Участие в выборах

### Президентские выборы
| Выборы  | Кандидат          | Голоса  | %       | Голоса  | %       | Результат |
| Выборы  | Кандидат          | 1-й тур | 1-й тур | 2-й тур | 2-й тур | Результат |
| ------- | ----------------- | ------- | ------- | ------- | ------- | --------- |
| 2020-21 | Омар Хамиду Чиана | 76 368  | 1,59    | -       | -       | Поражение |

### Парламентские выборы
| Выборы | Лидер             | Голоса  | %    | Мест     | +/- | Позиция |
| ------ | ----------------- | ------- | ---- | -------- | --- | ------- |
| 2016   | Омар Хамиду Чиана | 142 934 | 3,00 | 3 из 171 | ▲ 3 | 7       |
| 2020   | Омар Хамиду Чиана | 82 073  | 1,74 | 2 из 171 | ▼ 1 | 13      |